# Aurora Australis (brise-glace)
Le Aurora Australis est un brise-glace et navire océanographique appartenant à la P&O Maritime Services (en). Il est régulièrement affrété par le Département australien de l'Antarctique  (The Australian Antarctic Division (AAD)) pour ses croisières de recherche dans les eaux antarctiques et son soutien aux bases australiennes en Antarctique.

## Histoire
L'Aurora Australis a été conçu comme un navire polyvalent de recherche et de réapprovisionnement. Il a été construit au chantier Forgacs Shipyard (en) en Nouvelle-Galles du Sud en Australie. Ses machines de propulsion se composent de deux moteurs diesel Wärtsilä, un 16V32D seize cylindres d'une puissance de 5 500 kW et un 12V32D de douze cylindres d'une puissance de 4 500 kW. Les deux moteurs sont couplés à un seul arbre par l'intermédiaire d'un réducteur, entraînant une seule hélice à pas réglable tournant à gauche. Les manœuvres à faible vitesse sont obtenues avec trois propulseurs de manœuvre, un avant et deux arrière. Le navire peut briser la glace jusqu'à une épaisseur de 1,23 m à 2,5 nœuds (4,6 km/h).
L'Aurora Australis est mis en service par un équipage de vingt-quatre personnes et transporte jusqu'à 116 passagers dans des cabines à trois ou quatre couchettes avec salles de bain attenantes. Le navire a une capacité de chargement de 1 700 m3 pour le transport de marchandises diverses ou 29 conteneurs, et un réservoir de stockage pouvant contenir 1 000 m3 de carburant. Le navire est équipé des laboratoires pour la recherche biologique, météorologique et océanographique, et a été conçu avec un pont de chalutage pour le déploiement et la récupération des instruments de recherche en mer. Le hangar et l'hélipad du navire permettent de faire fonctionner jusqu'à trois hélicoptères, généralement des Eurocopter AS350 Écureuil ou des Sikorsky S-76.

## Carrière opérationnelle

### Tentative de sauvetage duAkademik Shokatskiyrusse
À la fin de décembre 2013, l’Aurora Australis, le navire de recherche chinois MV Xuě Lóng et le brise-glace français L'Astrolabe ont tenté de sauver le MV Akademik Chokalski, qui s'était échoué dans la glace antarctique épaisse dans la Watt Bay (en). Aucun des trois navires n'a pu atteindre le brise-glace russe. L’Aurora Australis a annulé ses efforts dans la matinée du 30 décembre en raison du risque de blocage du navire. Le 2 février, les 52 passagers de l’Akademik Shokalskiy ont été transportés à bord de l’Aurora Australis par l'hélicoptère du Xuě Lóng (le brise-glace chinois a également été piégé). Après le sauvetage, l’Aurora Australis a poursuivi sa mission initiale de réapprovisionnement de la base antarctique Casey, avant de retourner à Hobart, son port d'attache le 22 janvier.

### Fin de service et remplacement
Le 24 février 2016, lors d'une tempête de neige, le navire a été endommagé après s'être échoué à Horseshoe Harbour (en), près de la base antarctique Mawson, après la rupture d'une manille sur une ligne de mouillage avancée, entraînant la rupture des trois lignes. Il a été remis à flot le 27 février 2016 et renvoyé en Australie occidentale pour y être réparé.
Fin octobre 2015, le gouvernement australien a annoncé un plan visant à acquérir un nouveau brise-glace pour remplacer l’Aurora Australis d'ici 2019. Le RSV Nuyina sera fabriqué, sur mesure pour le gouvernement australien, au chantier naval du Damen Group à Galați en Roumanie. Le RVS Nuyina aura un déplacement de 23 800 tonnes et mesurera 156 mètres de long, avec une vitesse maximale de 16 nœuds (30 km/h) et une vitesse de croisière de 12 nœuds (22 km/h). Le navire transportera jusqu'à 160 membres d'équipage et passagers, ainsi qu'une capacité de chargement de 3 000 m2, dont 96 conteneurs d'expédition. Le navire sera en mesure de briser la glace jusqu’à 1,65 mètre à 5 nœuds (5,6 km/h). Le brise-glace devrait être opérationnel en 2020 et sera installé à Hobart pour une durée de vie opérationnelle de 30 ans.
Le retrait de service de l’Aurora Australis, après la dernière série de réaménagements, est initialement fixée en mai 2017, puis repoussée à 2020.
L’Aurora Australis est réquisitionné mi-novembre 2019 pour suppléer au navire polaire français L'Astrolabe, victime d'une avarie de ligne d'arbres à Hobart à la veille de sa première rotation logistique saisonnière R0 vers la base antarctique Dumont-d'Urville, entraînant l'annulation de la rotation saisonnière et compromettant l'ensemble des activités polaires pour la saison 2019-2020 (sortie des hivernants, entrée des prochains, ravitaillement de la base – ainsi que celle de Concordia – et activités scientifiques). La mission de ravitaillement d'urgence des bases françaises est confiée, dans le cadre d'une coopération spéciale avec l'Institut polaire français, au Département australien de l'Antarctique qui affrète un de ses navires en solidarité,. Le navire australien remplit sa mission du 6 au 8 décembre 2019.

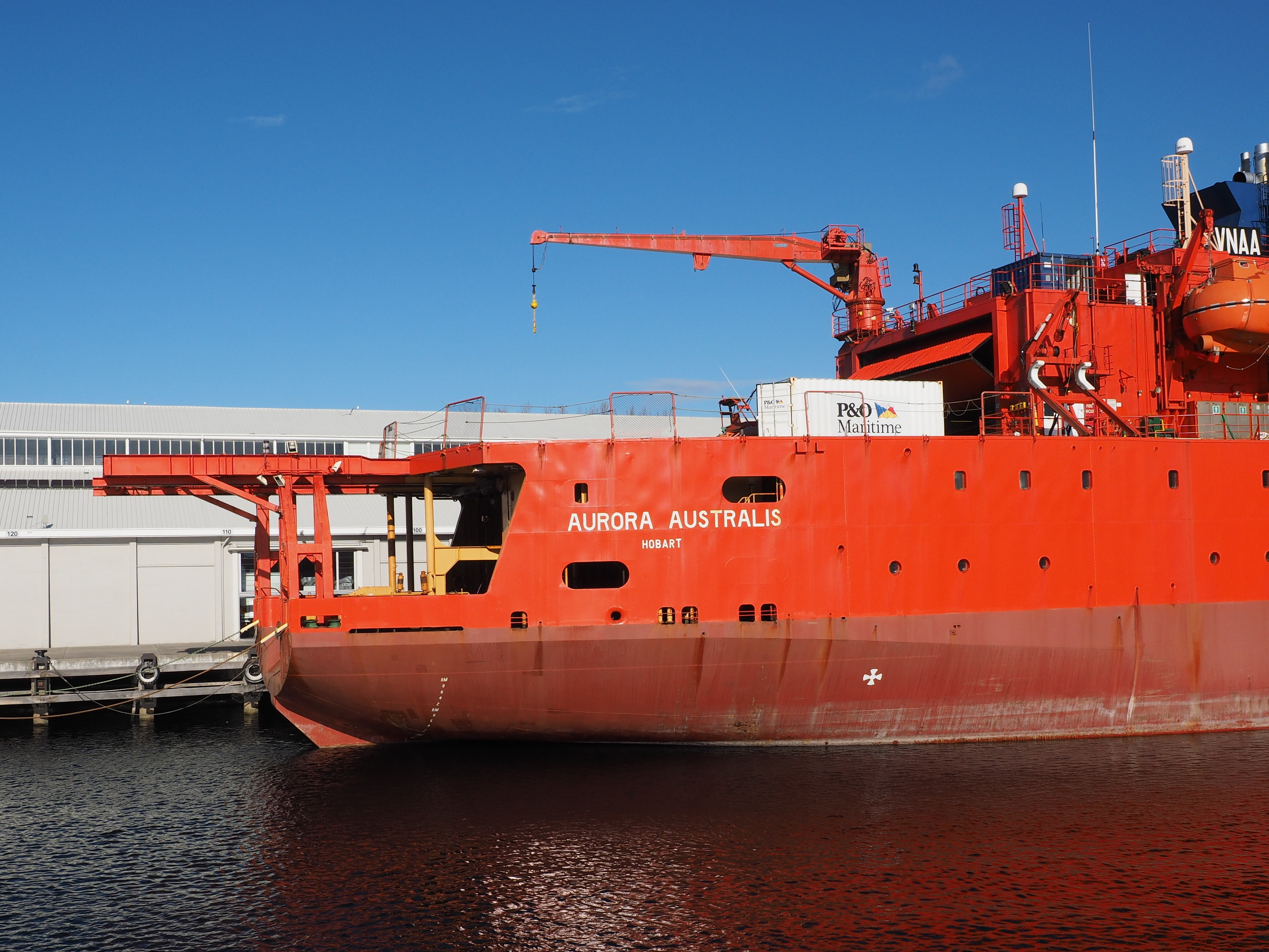
Aurora Australis (pont arrière)
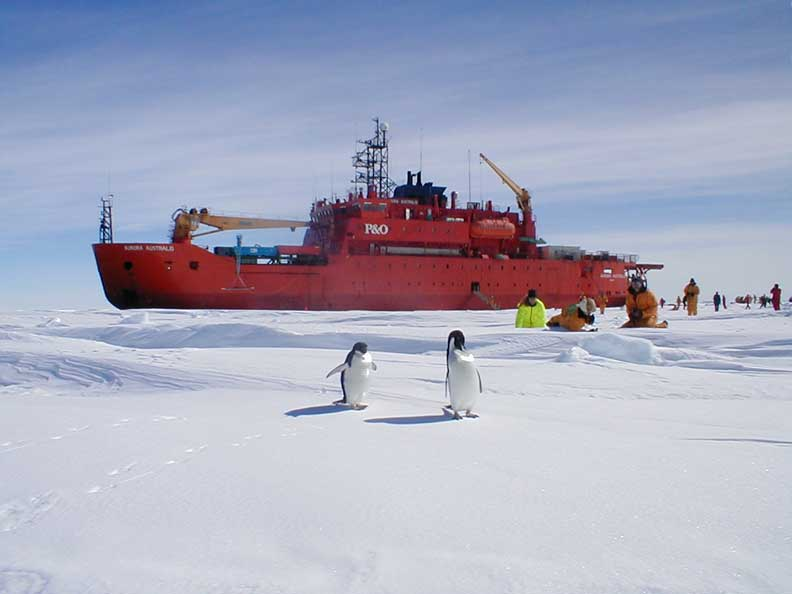
Aurora Australis en Antarctique